# 2019冠状病毒病直布罗陀疫情
2019冠状病毒病直布罗陀疫情，介绍在2019冠狀病毒病疫情中，在直布罗陀发生的情况。

## 时间轴
2020年3月4日，直布罗陀确诊首例COVID-19病例，患者有意大利旅行史，处于自我隔离状态。3月7日，该病例病毒检测为阴性，准予结束自我隔离。
3月16日，新增2例确诊病例，累计确诊3例。
3月18日，新增5例确诊病例，累计确诊8例；累计治愈2例。
3月19日，新增2例确诊病例，累计确诊10例。
截至3月22日，累计确诊15例。
3月25日，新增确诊11例，累计确诊26例；累计治愈13例。
3月26日，新增确诊9例，累计确诊35例。
3月27日，新增确诊20例，累计确诊55例；累计治愈14例。